# فرانکو وازکز

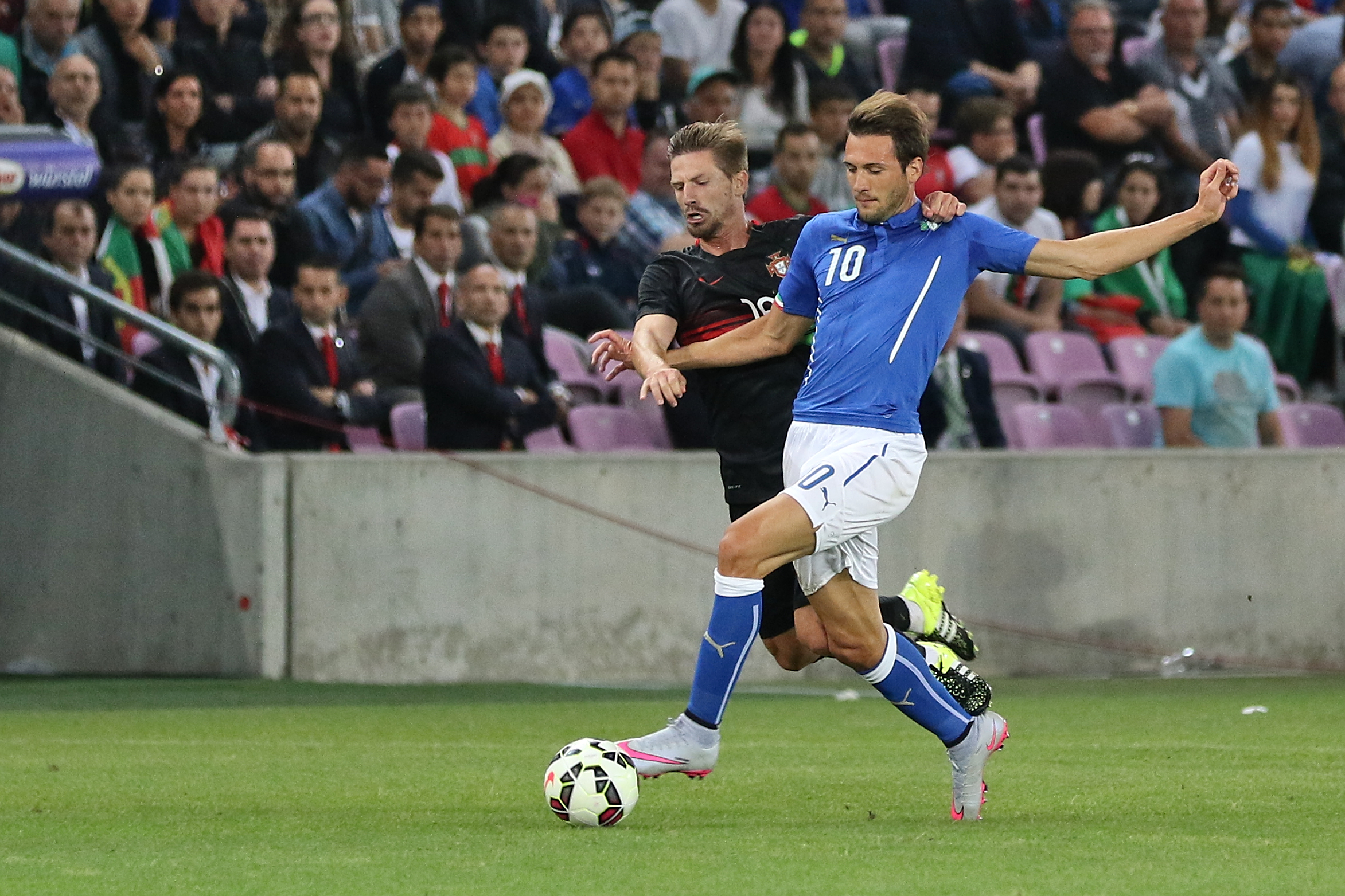
تصویر فرانکو وازکز در تیم ملی ایتالیا در مقابل پرتقال در سال ۲۰۱۵

فرانکو وازکز (ایتالیایی: Franco Vázquez؛ زاده ۲۲ فوریهٔ ۱۹۸۹) یک بازیکن فوتبال اهل ایتالیا و باشگاه پارما است.
فرانکو وازکز مادر ایتالیایی و پدر آرژانتینی دارد.
وازکز در سال ۲۰۰۷ با باشگاه آرژانتینی بلگرانو فوتبال را آغاز کرده و در سال ۲۰۱۱ به تیم پالرمو رفت. پس از یک دوره کوتاه قرضی در رایو وایکانو به باشگاه فوتبال سویا و سپس در سال ۲۰۲۱ به پارما پیوست. در سطح ملی او در دو بازی دوستانه در سال ۲۰۱۵ برای ایتالیا بازی کرد، اما بعدا اعلام کرد می‌خواهد برای تیم ملی آرژانتین به میدان برود و در سال ۲۰۱۸ سه بازی ملی برای آرژانتین انجام داد.

## افتخارات
پالرمو
- سری بی: ۱۴–۲۰۱۳[۳]

سویا
- لیگ اروپا: ۲۰–۲۰۱۹[۴]